# Ridiche
Ridichea (Raphanus sativus) este o legumă cultivată în regiunile temperate pentru rădăcina ei suculentă și bulboasă. Latinii o numeau radicula, varietățile moi se folosesc pentru consumul uman, iar cele mari și fibroase se folosesc ca aliment pentru animale. Ridichile sunt foarte populare în Europa, în special în zonele reci, pentru ca pot fi păstrate mai multe luni după recoltare.
Specia comună de ridiche cea mai comercializată ca legumă în Europa și America de Nord este de piele și interior alb, excepție făcând cei 1–3 cm superiori care ies la suprafața pământului și care sub acțiunea razelor soarelui se schimba în roșu sau roșu-verde. Această parte superioară se dezvoltă din țesutul tulpinii, dar rămâne sudată de rădăcină, care este aproape sferică, aproximativ de 5–15 cm diametru și nu are rădăcini laterale. Rădăcina principală care se găsește sub rădăcina îngroșată este slabă și de 10 cm lungime; se taie după recoltare.
Frunzele au o asemănare cu muștarul, cresc direct în partea superioară aproape fără sa aibă gât. Sunt comestibile dar trebuie să fie proaspete, în mod normal sunt eliminate înainte să ajungă la vânzare. Ridichea are un gust înțepător, asemănător cu varza, gust care se suavizează prin gătire.
Ridichea ajunge să cântărească mai mult de 1 kg, totuși se poate recolta când este mică. Mărimea diferă în funcție de varietate și de timpul în care este lăsată să crească. Cele mai multe fac parte din varietăți speciale, care sunt bune doar imediat după recolectare și nu se conservă mult timp. Se folosesc în salate (chiar și frunzele crude). Depinzând de varietate are pulpa galbenă, albă, puțin portocalie sau roșiatică.
Ridichea este foarte populară în America de Sud se folosește varietatea Raphanus sativus, ridiche albă, care este mai mare decât ridichea europeană.

## Origine
Ridichea se cultiva în Vechea Grecie și în Imperiul Roman. Dar nu se cunoaște locul exact de unde a fost introdusă și cultivată pentru prima dată, putând fi vorba despre Afganistan, Pakistan sau regiunea Mediteranei. Înaintea de apariția cartofului în Europa, importat de spanioli în secolul al XVI-lea, ridichea era un important aliment pentru europeni.
Alte varietăți
- B. campestris L.
- B. campestris L. ssp. rapifera (Metzger) Sinsk.
- B. campestris L. var. rapa (L.) Hartman
- B. rapa L. ssp. campestris (L.) Clapham
- B. rapa L. ssp. olifera DC.
- B. rapa L. ssp. sylvestris Janchen
- B. rapa L. var. campestris (L.) W.D.J. Koch
- Caulanthus sulfureus Payson

## Galerie

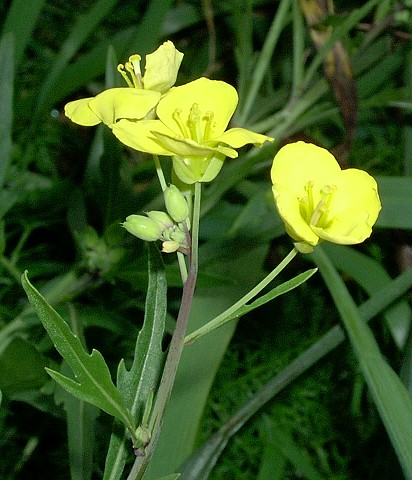
Floare de ridiche
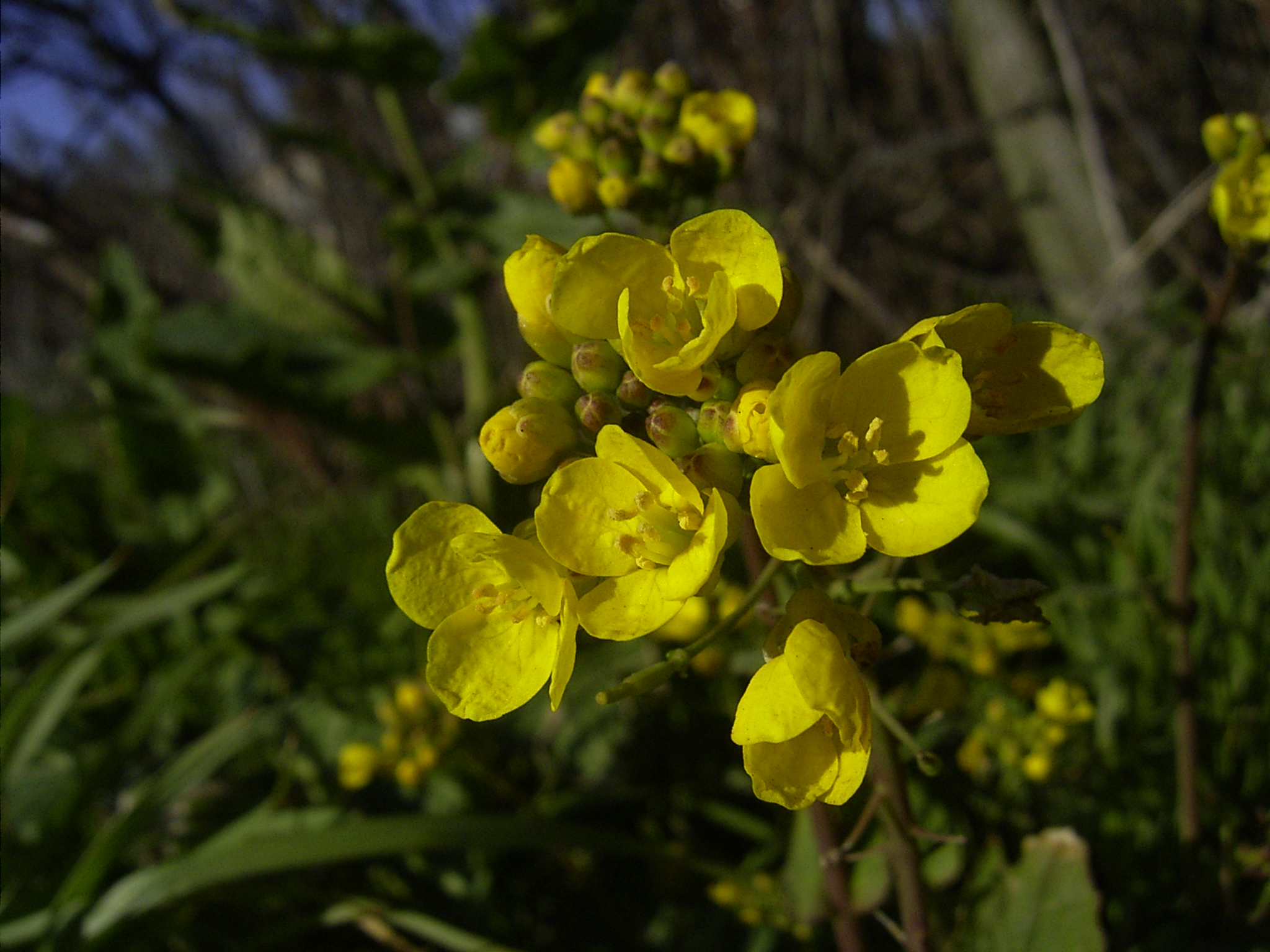
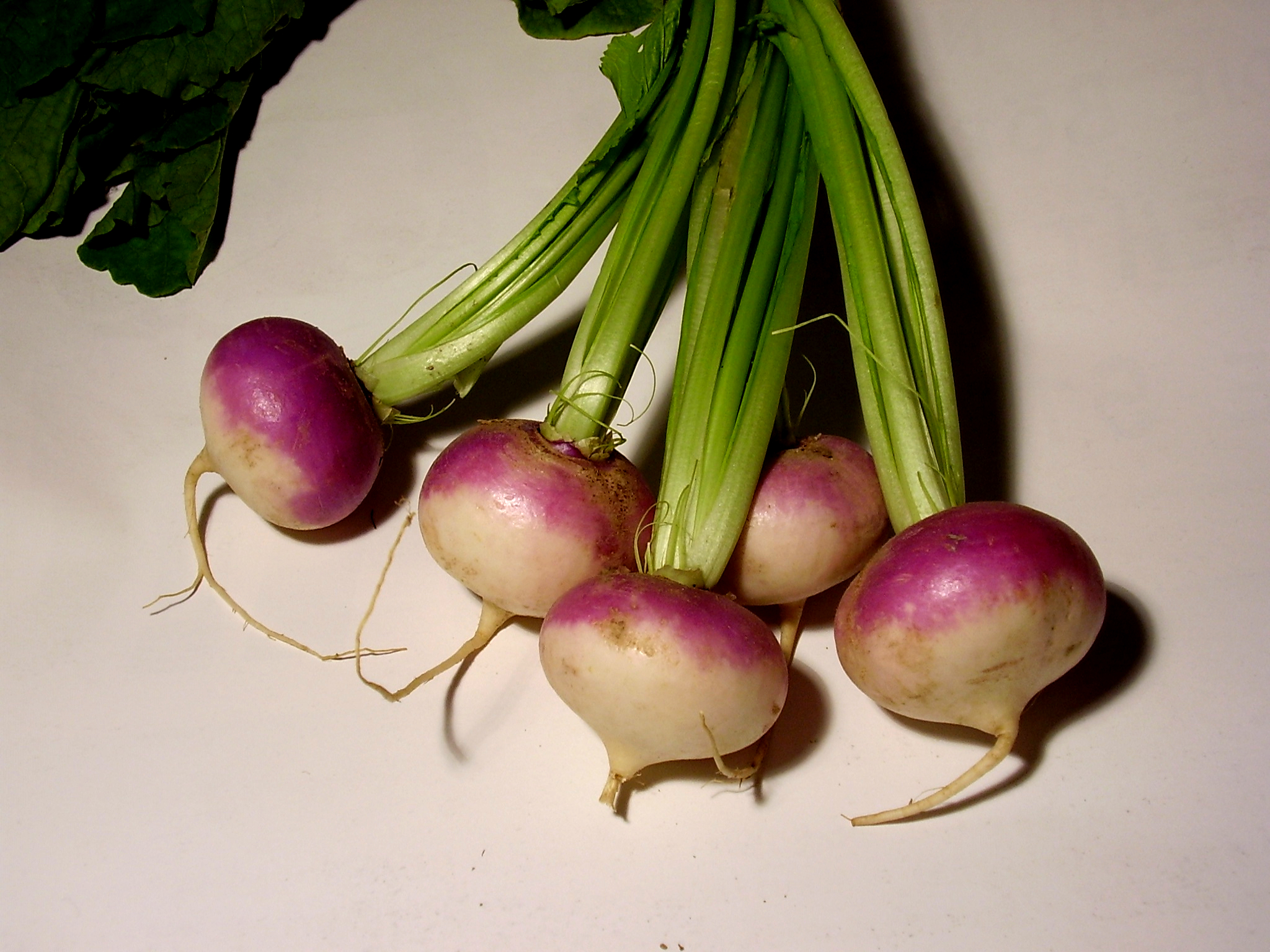